# Пролетарское (Чечня)
Пролетарское (чечен. Маршо-Юрт) — село в Грозненском районе Чеченской Республики. Административный центр Пролетарского сельского поселения

## География
Село расположено на правом берегу реки Нефтянка, в 0,7 км к северо-западу от города Грозный.
Ближайшие населённые пункты: на севере — село Садовое, на северо-востоке — посёлок Дружба, на юге с микрорайонами города Грозный — Возрождение и Бутенко, на западе с микрорайоном города Грозный — посёлок Грозненский.

## История
В 1977 году указом Президиума ВС РСФСР посёлок центральной усадьбы совхоза «Молочный № 2» был переименован в село Пролетарское.

## Население
| 1990 | 2002  | 2010  |
| ---- | ----- | ----- |
| 1121 | ↗1707 | ↗1845 |

## Образование
- Пролетарская муниципальная средняя общеобразовательная школа[8].